# Howard Drew
Howard Drew (Howard Porter Drew; * 28. Juni 1890 in Lexington, Virginia; † 19. Februar 1957) war ein US-amerikanischer Sprinter.
1906 wurde er als einer von wenigen afroamerikanischen Schülern an der Highschool von Springfield (Massachusetts) aufgenommen, brach seine Ausbildung jedoch kurz danach ab, weil er zum Lebensunterhalt seiner Familie beitragen musste. Erst 1910 konnte er wieder die High School besuchen und zeichnete sich bald in verschiedenen Sportarten aus.
1912 siegte er beim US-Ausscheidungskampf für die Olympischen Spiele in Stockholm über 100 m. Nachdem er in Stockholm seinen Vorlauf locker in 11,0 s gewonnen hatte, schlug er im Halbfinale ein schnelleres Tempo ein. Er führte mit großem Abstand, als er sich einen Muskelriss im linken Bein zuzog. Zwar kam er in 11,0 s als Erster im Ziel an, musste jedoch auf einen Start im Finale verzichten. Im selben Jahr wurde er US-Meister über 100 Yards.
Im folgenden Jahr wurde er US-Hallenmeister über 60 Yards und US-Meister über 100 und 220 Yards. 1913 und 1914 stellte er mit 9,6 s den Weltrekord über 100 Yards ein und 1914 mit 21,2 den Weltrekord über 220 Yards auf einer Geraden.
Die kriegsbedingte Absage der Olympischen Spiele 1916 beraubte ihn der Chance, das Missgeschick von 1912 gutzumachen. Nach seinem Militärdienst während des Ersten Weltkriegs beendete er sein Studium an der Drake University und wurde Rechtsanwalt in Hartford (Connecticut). Später wurde er der erste schwarze Richter des Bundesstaats Connecticut.